# 内部ドブルジャ革命組織
内部ドブルジャ革命組織（ないぶ-かくめいそしき、ブルガリア語:Вътрешна добруджанска революционна организация、ラテン文字転写:Vatreshna Dobrudzhanska Revoliucionna Organizacia、ルーマニア語:Organizaţia Internă Revoluţionară Dobrogeană）、略称ВДРО（VDRO）は、ブルガリアからルーマニアに割譲されたドブルジャで活動したブルガリア人民族主義の革命組織。ルーマニア政府からはテロリスト集団とみなされていた一方、ブルガリアでは解放運動とみなされている。
内部ドブルジャ革命組織は1923年にドチョ・ミハイロフ（Docho Mihaylov）の元で結成された。ドブルジャの領土問題に関連して、同地のブルガリアへの返還を求めてルーマニアと戦うために1919年から活動している大ドブルジャ会議（Велик добруджански събор、Belik Dobrudzhanska Subor）をその母体としている。
内部ドブルジャ革命組織の武装集団は、この地域で跋扈していた山賊集団と戦う一方、ルーマニアの統治当局とも戦っていた。マケドニアにおける内部マケドニア革命組織や、トラキア地方における内部トラキア革命組織同様、その目的を「ドブルジャの自治」と定めた。
内部ドブルジャ革命組織は、国際連盟の要求する民族自決の原則にしたがって、国際連盟監視の下でのドブルジャの自治権確保をその政治的要求としていた。
1925年、ブルガリア共産党の影響を受けたドブルジャ革命組織（Добруджанска революционна организация、Dobrudzhanska Revoliucionna Organizacia）と呼ばれる左翼組織が、内部ドブルジャ革命組織から分離し結成された。この左翼組織は、構想されていたバルカン共産主義連邦構想の下、同国あるいはソビエト連邦の一部となるドブルジャ・ソヴィエト共和国の建国を目指して軍事活動を行った。このドブルジャ革命組織は内部ドブルジャ革命組織と対立し、その活動を大きく妨げたものの、それぞれ1940年に南ドブルジャがクラヨヴァ協定に基づいてブルガリアに返還されるまで活動を続けた。